# Thore Blanche
Karl Axel Theodor (Thore) Blanche, född 16 september 1862 i Stockholm, död där 25 juli 1932, var en svensk författare och tidningsman. Signaturer: Sylvester, En flanör och T.B..

## Biografi
Föräldrar var kyrkoherden Axel Blanche, en halvbror till August Blanche, och Ellen Ramström.
Thore Blanche tog studentexamen 1882 och var 1883-1893 var extraorinarie riksbankstjänsteman. Han kom tidigt in i Stockholmspressen och var medarbetare i Stockholms Dagblad 1886-1888, i Aftonbladet från 1889 och politisk artikelförfattare i Sydsvenska Dagbladet. Blanche införde den politiska intervjun i svensk press. 
Han skrev även noveller och skådespel.

## Pjäser som uppförts
- Gränsridare (1898)
- Framtidsmän (1900)
- Monumentet (1902)
- Spindelväven (1906)
- Det nya huset (1908)
- Skuggan (1912)